# Fraxinus longicuspis
Fraxinus longicuspis — вид квіткових рослин з родини маслинових (Oleaceae).

## Біоморфологічна характеристика
Це листопадне дерево до 25 метрів; цвіте з квітня по травень.

## Поширення
Ареал: Японія (Хонсю, Кюсю, Сікоку).
Росте на висотах від 100 до 1100 метрів у горах у листяних лісах. Має низьку щільність уздовж річок і невеликих схилів, де росте серед широколистяних дерев.

## Використання
Тонізуючий засіб для сечостатевої системи. Синюватий незмивний барвник отримують шляхом замочування кори у воді